# Vârtopu, Olt
Vârtopu este un sat ce aparține orașului Corabia din județul Olt, Oltenia, România.
30 noiembrie/11 decembrie 1871, regele Carol I a promulgat legea de fondare a oraşului Corabia în componenţa cãruia au intrat ulterior şi satele Siliştioara, Daşova, Corabia Veche, Corabia Seacã. Totodatã, la acea datã oraşului Corabia i s-a trasat o tramã stradalã geometricã. În prezent, oraşul Corabia are în subordine administrativã localitatea componentã Tudor Vladimirescu (înfiinţatã ca sat în 1896 pe moşia comunei Vişina Veche) şi satul Vârtop (atestat documentar la 4 aprilie 1565).